# Gare de Béning
Gare de Béning – stacja kolejowa w miejscowości Béning-lès-Saint-Avold, w departamencie Mozela, w regionie Grand Est, we Francji. Jest zarządzana przez SNCF i obsługiwana przez pociągi TER Grand Est.

## Położenie
Znajduje się na linii Rémilly – Stiring-Wendel, na km 38,913 pomiędzy stacjami Hombourg-Haut i Forbach oraz linii Haguenau – Falck-Hargarten, na km 106,325 za tacją Farébersviller, na wysokości 257 m n.p.m.

## Linie kolejowe
- Linia Rémilly – Stiring-Wendel
- Linia Haguenau – Falck-Hargarten